# کارلوس روبرتو رینا
کارلوس روبرتو رینا (اسپانیایی: Carlos Roberto Reina‎)؛ زادهٔ ۱۳ مارس ۱۹۲۶ – درگذشتهٔ ۱۹ اوت ۲۰۰۳) یک سیاستمدار اهل هندوراس بود. وی از ۲۷ ژانویه ۱۹۹۴ تا ۲۷ ژانویه ۱۹۹۸ رئیس‌جمهور هندوراس بود.